# هاردن ماكونيل
كان هاردن إم ماكونيل (18 يوليو 1927 - 8 أكتوبر 2014) عالمًا أحد كبار الكيميائيين الفيزيائيين في الخمسين عامًا الماضية. وفر عمله أساسًا للعديد من المجالات في مجال العلوم اليوم، وقد تم الاعتراف به دوليًا من خلال العديد من الجوائز التي حصل عليها، بما في ذلك الميدالية الوطنية للعلوم، وجائزة وولف، وانتخاب الأكاديمية الوطنية للعلوم.